# HarperCollins
A HarperCollins Publishers LLC egy angol-amerikai kiadó, amely a Penguin Random House, a Hachette, a Macmillan és a Simon & Schuster mellett a „Big Five” angol nyelvű kiadók egyikének számít. A HarperCollins központja New Yorkban található, és a News Corp. leányvállalata.
A HarperCollinst alkotó kiadók közül a legkorábbi 1817-ben alakult, James Harper és testvére, John alapította, kezdetben J&J Harper néven. Később csatlakozott hozzájuk két másik testvér, Joseph Wesley és Fletcher Harper, és a cég 1833-ban Harper & Brothers lett.
A cég neve a cég elődeinek kombinációjából származik. Az 1817-ben, majd 1833-ban alapított Harper & Brothers 1962-ben egyesült a Row, Peterson & Company társasággal, és megalakult a Harper & Row, amelyet 1987-ben vásárolt meg a NewsCorp. Az 1819-ben alapított skót William Collins, Sons kiadót a NewsCorp 1989-ben vásárolta fel. és egyesült a Harper & Row-val, és megalakult a HarperCollins. 
A cég logója egyesíti a Harper fáklyájából származó tüzet és a Collins szökőkútjából származó vizet.
Az eredetileg Harper által kiadott szerzők közé tartozik Mark Twain, a Brontë nővérek és William Makepeace Thackeray. Az eredetileg Collins által kiadott szerzők közé tartozik H. G. Wells és Agatha Christie. A HarperCollins 1990-ben megszerezte J. R. R. Tolkien művének kiadói jogait is, amikor az Unwin Hymant megvásárolták. 
Mert többen nincsenek címet viseli legújabb kiadásában Agatha Christie regénye.
A Harper Collins szerezte meg a Dúró Dóra könyvdarálásának hála hamar a sikerlisták élére repült Meseország mindenkié című antológia jogait. 